# Marmosa vermella
La marmosa vermella (Marmosa rubra) és un marsupial sud-americà de la família dels didèlfids. Viu a l'est de l'Equador i el Perú. Es tracta de l'única espècie del subgènere Eomarmosa.